# Марко Мандић (певач)
Марко Мандић (Београд, 18. јул 1992) српски је певач и текстописац.

## Биографија
Музиком се бави од детињства, одмалена пева у хору. Студирао је економију. Дугогодишњи сарадник му је продуцент и кум Немања Филиповић. Објављује запажену дуетску песму Ујутру са Саром Јо. Године 2014. песма Рамдагадам била је једна од најслушанијих домаћих песама. Године 2023. објављено је да је један од такмичара Песме за Евровизију 2024. године са песмом Дно.
Има две ћерке у браку са певачицом Гогом Станић.

## Дискографија

### Албуми
- Све што ниси (2016)
- Комерз - ЕП (2022)

### Синглови
- Много добро (2014)
- Кева (2014)
- Рамдагадам (2015)
- Ујутро са Саром Јо (2015)
- Добар дан (2015)
- Памтим (2015)
- Дај ми то са Газда Пајом (2015)
- Троје са Саром Јо (2016)
- Инстаграм са Скај Виклером (2016)
- На ивици (2018)
- Колатерална штета (2020)
- Ратови (2020)
- Нисмо успели (2020)
- Замало (2021)
- Лето стиже (2022)
- Сигуран (2023)
- Дно (2024)